# Diamagnetismo

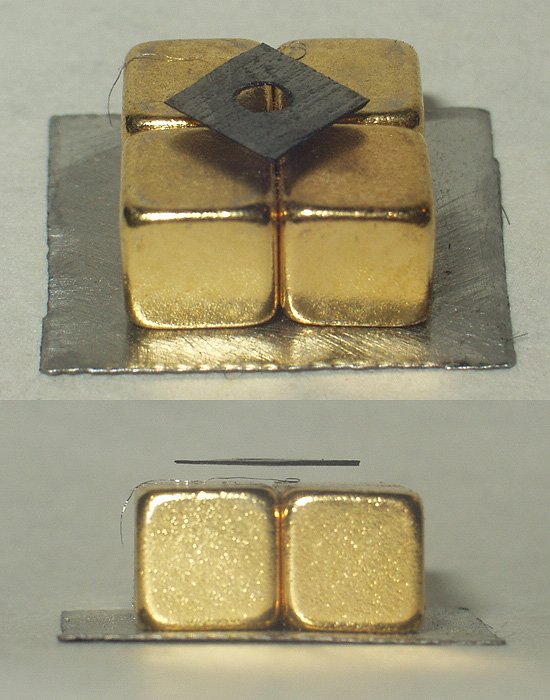
El grafito pirolítico tiene una de las susceptibilidades más negativas que cualquier otro material a temperatura ambiente. La imagen es un muestra de grafito pirolítico suspendida sobre una matriz de imanes de neodimio.

En electromagnetismo, el diamagnetismo es una propiedad de los materiales que consiste en repeler los campos magnéticos. Es lo opuesto a los materiales paramagnéticos los cuales son atraídos por los campos magnéticos. El fenómeno del diamagnetismo fue descubierto por  Sebald Justinus Brugmans que observó en 1778 que el bismuto y el antimonio eran repelidos por los campos magnéticos. El término diamagnetismo fue acuñado por Michael Faraday en septiembre de 1845, cuando se dio cuenta de que todos los materiales responden (ya sea en forma diamagnética o paramagnética) a un campo magnético aplicado.

## Materiales diamagnéticos

Grafito pirolítico suspendido sobre imanes de neodimio. Los imanes están organizados de manera que el campo magnético es vertical y se alterna entre dos imanes vecinos (si el campo de uno de los imanes apunta hacia arriba, el del vecino apunta hacia abajo).

Las sustancias son, en su gran mayoría, diamagnéticas, puesto que todos los pares de electrones con espín opuesto contribuyen débilmente al diamagnetismo, y sólo en los casos en los que hay electrones desparejados existe una contribución paramagnética (o más compleja) en sentido contrario.
Algunos ejemplos de materiales diamagnéticos son: el agua, el bismuto metálico, el hidrógeno, el helio y los demás gases nobles, el cloruro de sodio, el cobre, el oro, el silicio, el germanio, el grafito, el bronce y el azufre. Nótese que no todos los citados tienen número par de electrones.
El grafito pirolítico, que tiene un diamagnetismo no especialmente alto, se ha usado como demostración visual, ya que una capa fina de este material levita (por repulsión) sobre un campo magnético lo suficientemente intenso (a temperatura ambiente).
Experimentalmente, se verifica que los materiales diamagnéticos tienen:
- Una permeabilidad magnética relativa inferior a la unidad.
- Una magnetización negativa.
- Una susceptibilidad magnética negativa, prácticamente independiente de la temperatura, y generalmente del orden (en unidades cegesimales) de {\displaystyle {\frac {10^{-6}\cdot M}{2}}} e.m.u./mol, donde M es la masa molecular.

En muchos compuestos de coordinación se obtiene una estimación más exacta utilizando las tablas de Pascal.
En los materiales diamagnéticos, el flujo magnético disminuye y en los paramagnéticos el flujo magnético aumenta.